# Joseph Nitti
Joseph Nitti (* 25. Juli 1934 in Périgueux) ist ein italienischer Diplomat im Ruhestand.

## Leben
Er studierte an der Universität La Sapienza und trat in den auswärtigen Dienst.
Ab 1961 wurde er in der Mission nächst dem UNO-Hauptquartier beschäftigt.
1964 wurde er dort zum Vizekonsul ernannt.
Von 1967 bis 1971 war er Gesandtschaftssekretär erster Klasse beim UNO-Hauptquartier.
Von 1971 bis 1973 war er Gesandtschaftsrat in Moskau.
Von 1973 bis 1975 wurde er im Ministerium für auswärtige Angelegenheiten und internationale Zusammenarbeit (Italien) beschäftigt.
Von 1976 bis 1980 war er Gesandtschaftsrat erster Klasse in Brüssel.
Von 26. Februar 1981 bis 6. Februar 1984 war er Botschafter in Guatemala-Stadt.
1985 wurde er in leitender Funktion in der Personalabteilung beschäftigt.
Von 20. Juni 1988 bis 1992 war er Botschafter in Budapest Ungarn.
1993 leitete er das Personalwesen im Außenministerium.
Von 15. Februar 1995 bis 1999 war er Botschafter in Wien.
2000 leitete er die Abteilung Europäische Union und wurde in den Ruhestand versetzt.
| Vorgänger                   | Amt                                              | Nachfolger         |
| --------------------------- | ------------------------------------------------ | ------------------ |
| Fabrizio Pediconi           | Italienischer Botschafter in Guatemala 1981–1984 | Giuseppe Avitabile |
| Alessandro Cortese de Bosis | Italienischer Botschafter in Budapest 1988–1992  | Massimo Rustico    |
| Alessandro Grafini          | Italienischer Botschafter in Wien 1995–1999      | Pier Luigi Rachele |